# Stictoleptura nadezhdae
Stictoleptura nadezhdae är en skalbaggsart som först beskrevs av Plavilstshikov 1932.  Stictoleptura nadezhdae ingår i släktet Stictoleptura och familjen långhorningar. Inga underarter finns listade i Catalogue of Life.